# Metacolus keeni
Metacolus keeni är en stekelart som beskrevs av Burks 1965. Metacolus keeni ingår i släktet Metacolus och familjen puppglanssteklar. Inga underarter finns listade i Catalogue of Life.